# بازی‌های دسته‌جمعی

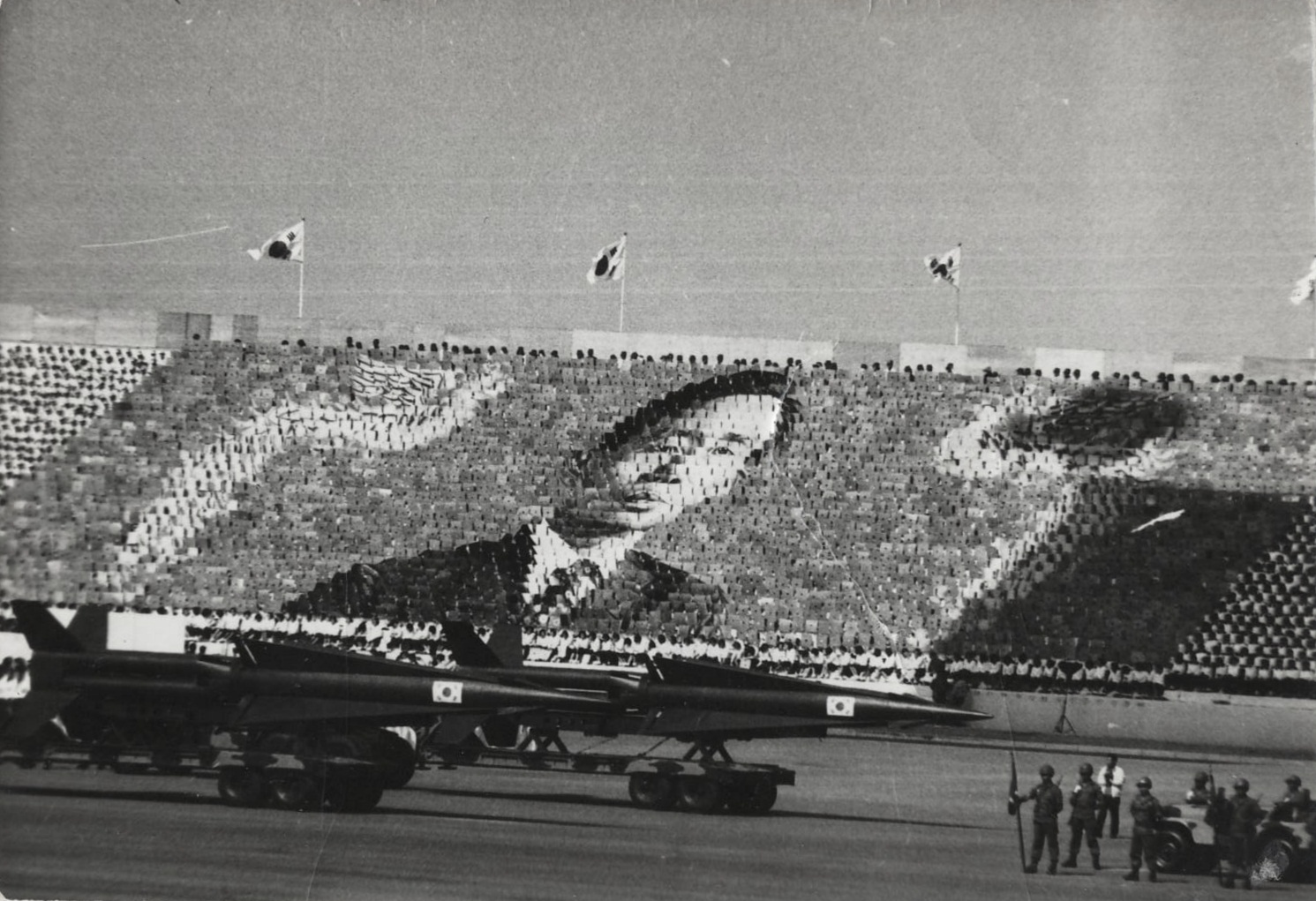
تجلیل از پارک چونگ هی رئیس‌جمهور کره جنوبی در رژه ارتش کره جنوبی در روز نیروهای مسلح در ۱ اکتبر ۱۹۷۳

بازی‌های دسته جمعی یا ژیمناستیک دسته جمعی شکلی از هنرهای نمایشی یا ژیمناستیک است که در آن تعداد زیادی از ورزشکاران در اجرای بسیار منظمی شرکت می‌کنند که بر پویایی گروهی به جای قدرت فردی تأکید دارد.